# 寿林寺 (調布市)
寿林寺（じゅりんじ）は、東京都調布市にある真宗高田派の寺院。

## 歴史
1564年（永禄7年）に開山された。後に尼の「寿林」が中興しており、寺号の「寿林寺」は彼女に由来する。
これまで、江戸芝金杉（現・東京都港区芝）に位置していたが、1923年（大正12年）の関東大震災後の復興計画により、1929年（昭和4年）に現在地に移転した。そういう経緯により、当寺の檀家は港区民が多いという。

## 交通アクセス
- つつじヶ丘駅より徒歩13分。